# George Charles Wallich
Pour les articles homonymes, voir Wallich.
George Charles Wallich (1815 à Calcutta-1899) est un docteur en médecine et biologiste marin britannique.
Il est le fils du naturaliste danois naturalisé britannique Nathaniel Wallich (1786-1854) qui dirigeait à Calcutta le jardin botanique. Il obtient son titre de docteur en médecine à Édimbourg en 1834 et entre alors au Indian Medical Service, fonction qu'il occupe jusqu'en 1857, date à laquelle il revient en Grande-Bretagne. Au vu de ses observations sur la vie marine, Thomas Henry Huxley (1825-1895) et Sir Roderick Murchison (1792-1871) le recommandent comme naturaliste pour l'expédition de l’H.M.S. Bulldog en 1860.
Il remporte la médaille linnéenne en 1898. Ses querelles, au sujet de ses découvertes sur la vie dans les grandes profondeurs, avec les autres spécialistes de la biologie marine, comme Sir Charles Wyville Thomson (1830–1882), William Benjamin Carpenter (1813-1885) ou Sir John Murray (1841-1914) sont restées célèbres.